# 代官町駅
代官町駅（だいかんちょうえき）は、静岡県島田市金谷代官町にある大井川鐵道大井川本線の駅。

## 歴史
- 1965年（昭和40年）9月16日：開業。

## 駅構造
単式ホーム1面1線の地上駅。ログハウス風の木造の駅舎が設置されている。
線路北側にホームがあり、西側（千頭駅側）に出口がある。南側は川を挟んで図書館があり、図書館・金谷庁舎方面へは出口前の踏切を渡った所から伸びる道路で連絡している。

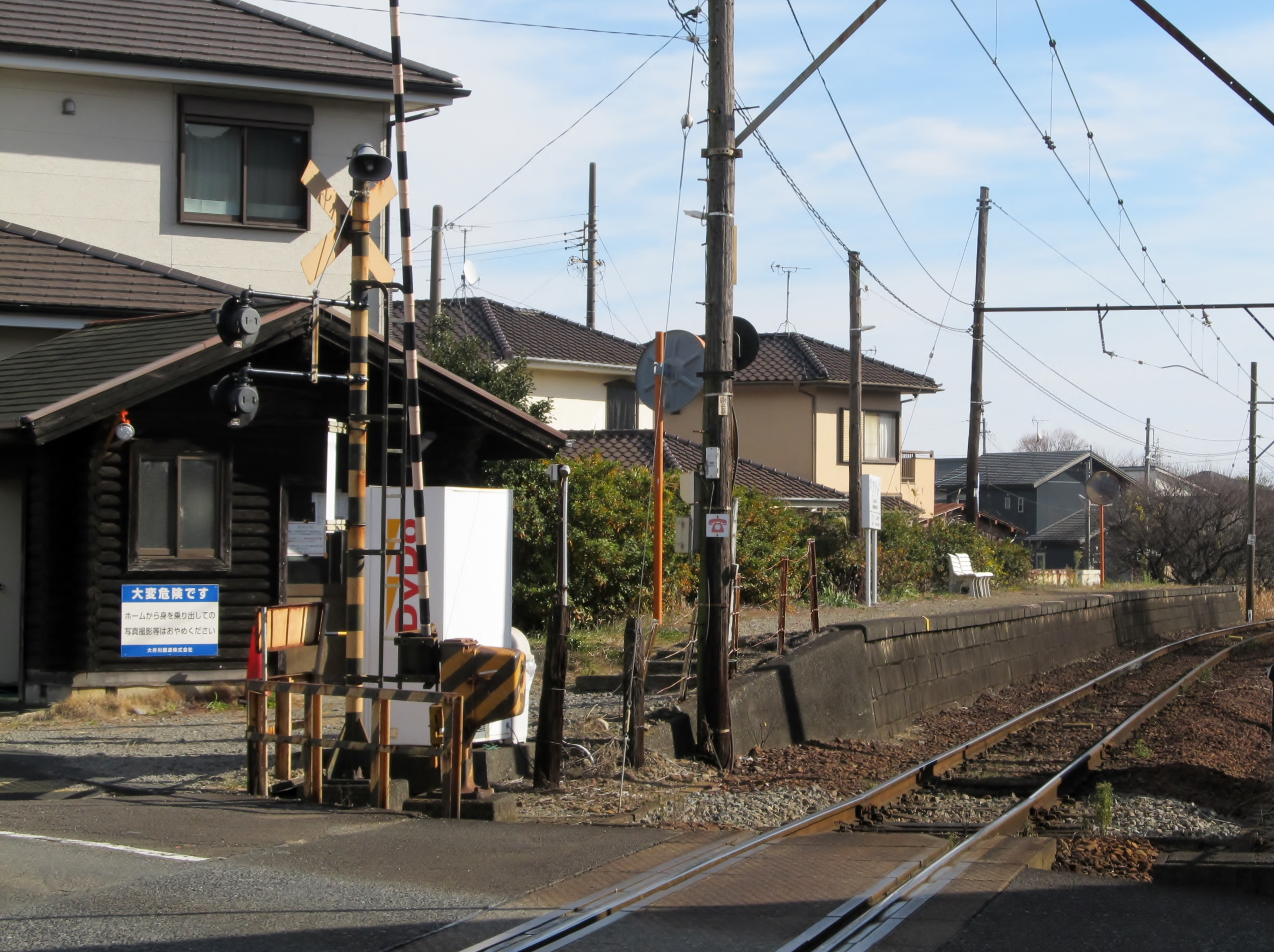
全景
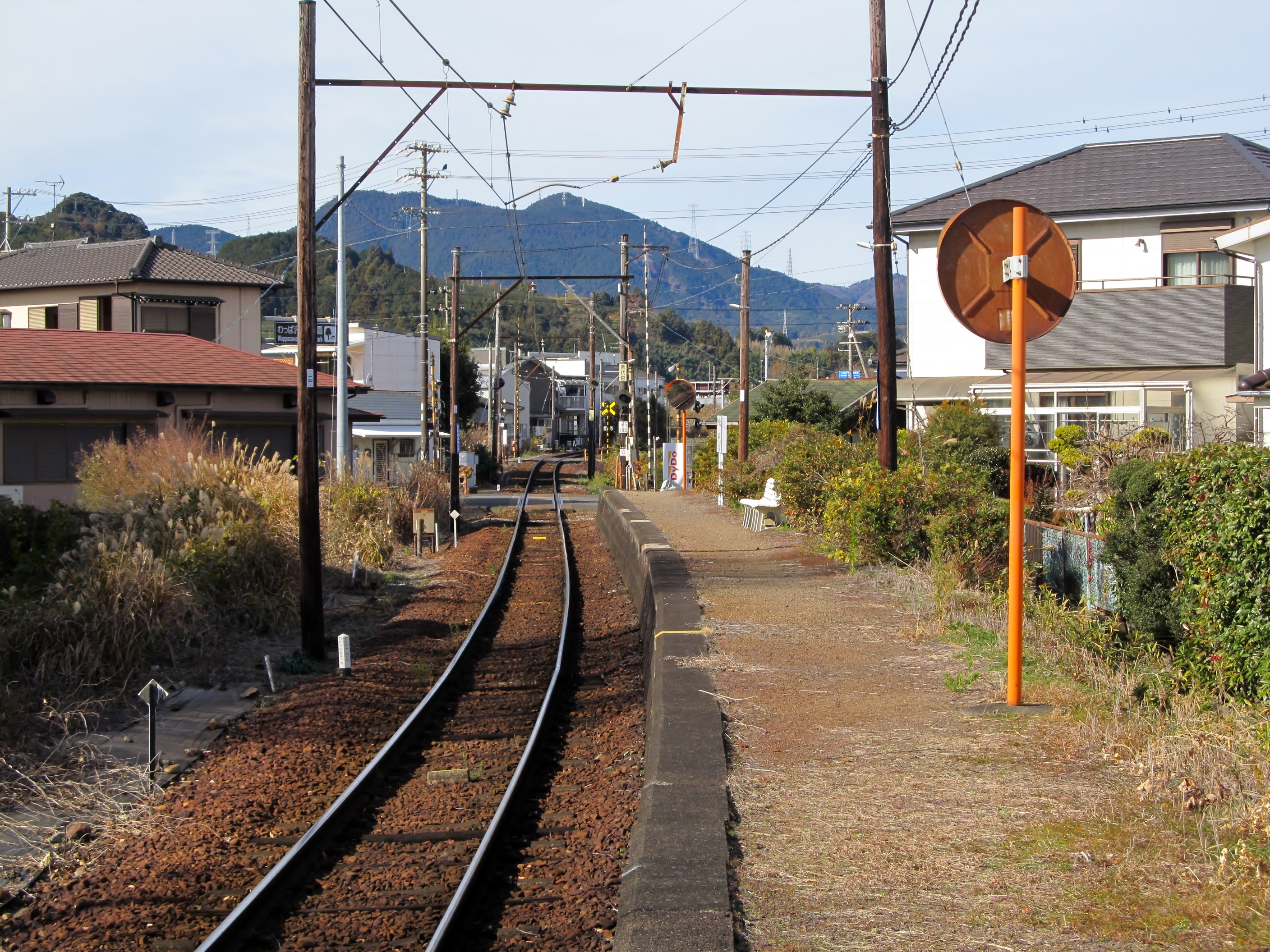
ホーム

## 利用状況
- 2007年度の1日平均乗車人員は30人（静岡県統計年鑑による）

金谷の行政中心地に立地しているものの停車本数の少なさも手伝って利用は少ない。島田市コミュニティバスが付近を補完している。

## 駅周辺
当駅は金谷の行政中心地に位置し、市庁舎を始め図書館、体育館などが立地する。
- 島田市役所金谷庁舎（旧・金谷町役場）
- 島田市立金谷公民館「みんくる」
- 島田市金谷保健福祉センター
- 島田市金谷体育センター
- 島田市金谷防災センター
- 島田市立金谷図書館
- 島田市シルバー人材センター
- ワークセンターきらり
- 希望の家作業所
- 島田市立金谷中学校
- 金谷郵便局
- 三代島1号公園
- シミックCMO
- 国道1号
- 国道473号
- 大代川

## 隣の駅
大井川鐵道
■大井川本線
■普通
新金谷駅 - 代官町駅 - 日切駅